# ヴワディスワフ1世 (オシフィエンチム公)
ヴワディスワフ1世（Władysław I Oświęcimski、1275年/1280年 - 1324年5月15日）は、オシフィエンチム公（在位：1315年 - 1324年）。チェシン公ミェシュコ1世の長男。
1290年、父ミェシュコ1世がチェシン公国の単独統治者となって間もなく、ヴワディスワフ1世は父の共同統治者とされた。1315年にミェシュコ1世が死ぬと、ヴワディスワフ1世は首都チェシンを相続せず、より重要性の低いオシフィエンチムを領有した。このことは後に弟カジミェシュ1世との政治的紛争の原因となり、ヴワディスワフ1世は弟との争いを有利に進めるため、同名のポーランド国王であるヴワディスワフ1世（短躯王）の同盟者に加わることになった。ヴワディスワフ1世の死亡時期ははっきりしないが、1321年から1324年の間だったといわれる。遺体はオシフィエンチムのドミニコ会修道院に埋葬された。

## 子女
1304年までにプウォツク公ボレスワフ2世の娘エウフロジナ（1292年頃 - 1328年/1329年12月26日）と結婚し、2人の子供をもうけた。
1. ヤン1世（1308年/1310年 - 1372年9月29日）
2. アンナ（1354年9月19日没） - アラド、バーチ、セレームの郡代セーチェーニ・タマーシュと結婚

| 先代 新設 | オシフィエンチム公 1315年 - 1324年 | 次代 ヤン1世スホラスティク |